# Alataou de Kouznetsk
L'Alataou de Kouznetsk (en russe : Кузнецкий Алатау, dérivé du turkmène : Ala « bariolé » et Taou « montagne ») est un chaînon de moyenne montagne au nord-ouest du Saïan occidental dans l'oblast de Kemerovo dans le sud de la Sibérie occidentale.

## Géographie

### Topographie

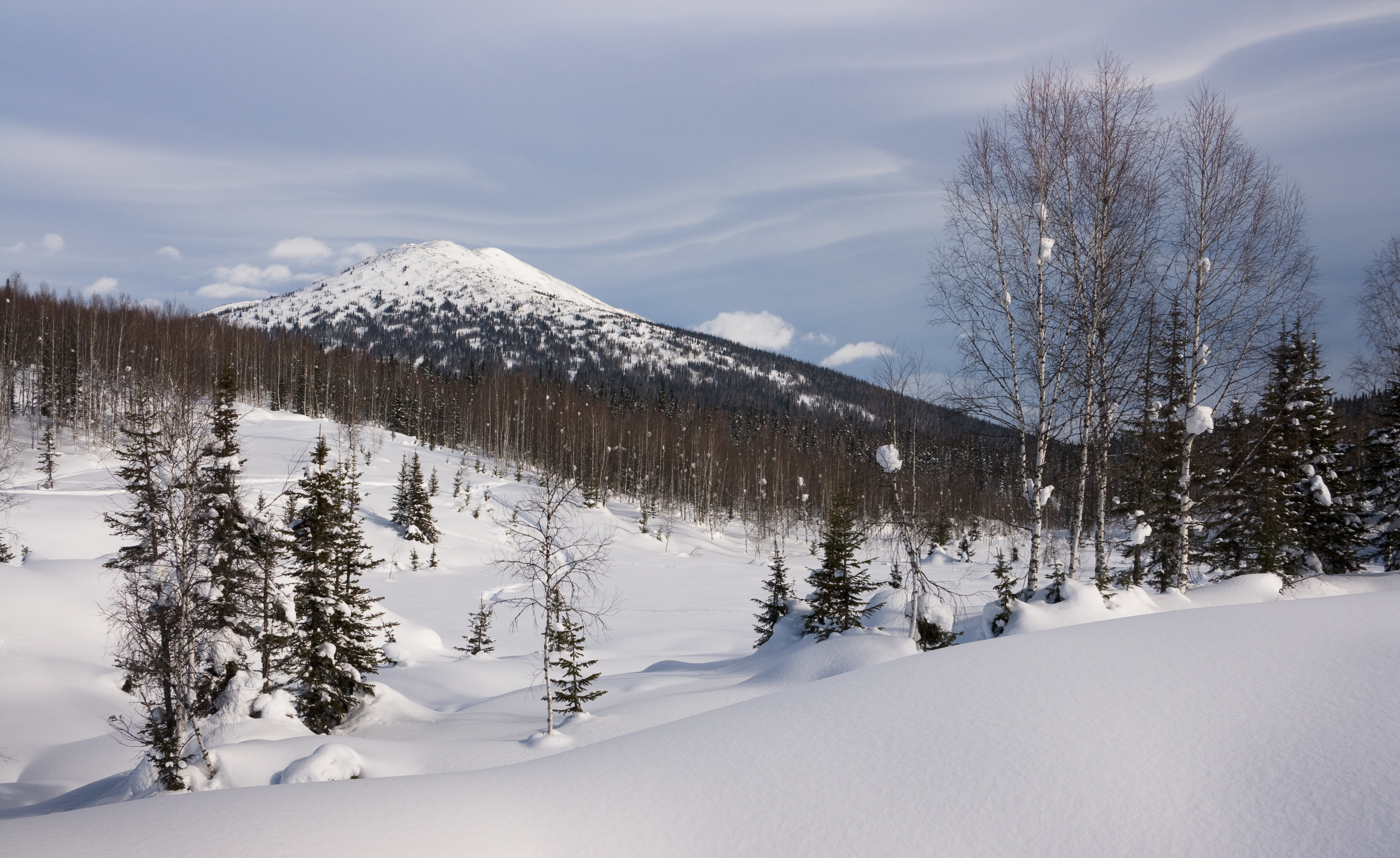
Vue en hiver du pic des Fous.

Sa longueur est de 300 kilomètres du sud au nord et sa largeur jusqu'à 150 kilomètres. Son point culminant se trouve dans le plateau de la Vieille Forteresse à 2 211 mètres d'altitude. Il consiste en plusieurs massifs de hauteur moyenne séparés de vallées profondes (celles des rivières Iïous Blanc, Iïous Noir, Kiïa, Tess, etc.) Il se trouve au partage des eaux des rivières Tom et Tchoulym, qui sont des affluents de l'Ob. Sa limite à l'ouest est le bassin structurel de Kouznetsk, celle à l'est celui de Minoussinsk au sud de la dépression du même nom. Sa limite sud est la chaîne d'Abakan des monts Saïan. C'est au sud que se trouvent les sommets les plus élevés, atteignant 2 000 mètres d'altitude. Le nord n'a pas de frontière clairement délimitée et descend jusqu'à 300 mètres d'altitude. L'Alataou de Kouznetsk comprend la petite cordillère des Dents Aériennes (Podnebesnye Zoubia). Les versants occidentaux sont plus escarpés que les versants orientaux qui descendent en pente douce. La réserve naturelle de l'Alataou de Kouznetsk se trouve dans cette zone, dans la partie sud du massif.

### Hydrographie
L'Alataou de Kouznetsk comprend 91 glaciers qui ont la particularité d'avoir un front glaciaire à une altitude basse (entre 1 250 et 1 450 mètres d'altitude).

### Géologie
Les montagnes sont de formation calcaire, siliceuse et argileuse avec des roches métamorphiques (quartz) riches en fer, manganèse, néphéline et or, avec intrusions de gabbro, diorite, granite, syénite, etc.
L'Alataou de Kouznetsk est caractérisé par la prédominance de massifs moyens découpés par des vallées surplombées de sommets séparés résultant de la montée néotectonique[pas clair] de massifs magmatiques (mont Poukh-Taskyl à 1 820 mètres, mont Bolchoï Taskyl à 1 147 mètres, mont Bolchoï Tanym à 1 872 mètres, montagne Krestovaïa littéralement « cruciforme » à 1 547 mètres).

### Faune et flore
La flore est caractéristique de celle de la taïga de montagne (conifères) et plus rarement de la taïga de feuillus. Au-dessus de 1 800 à 2 000 mètres d'altitude, la végétation est celle des alpages avec de petits arbustes, des lichens et des mousses et un paysage de toundra rocheuse.

## Transports
La partie méridionale de l'Alataou de Kouznetsk est traversée par la ligne de chemin de fer Novokouznetsk-Abakan.

## Source
- (ru) Cet article est partiellement ou en totalité issu de l’article de Wikipédia en russe intitulé « Кузнецкий Алатау » (voir la liste des auteurs).